# Thiệu Trị
Thiệu Trị [tʰiəw˧˨ʔ t͡ɕi˧˨ʔ], chiń. 紹治 (ur. 1807, zm. 1847) – cesarz Wietnamu z rodu Nguyễn, panował w latach 1841–47.

## Panowanie
Był synem i następcą Minh Mạnga. Wykształcony w naukach konfucjańskich, kontynuował konserwatywną politykę izolacjonizmu. Sprzeciwiał się działalności chrześcijańskich misjonarzy, jednak nie prowadził krwawych prześladowań jak Minh Mạng.
Za jego panowania francuskie imperium kolonialne zaczęło zyskiwać wpływy w Wietnamie, czemu konserwatywne feudalne cesarstwo nie było w stanie zapobiec.